# Nagy Miklós (labdarúgó, 1918)
Nagy Miklós, Edmund vagy Niculae Nagy (1918 – ?) román válogatott magyar labdarúgó, csatár.

## Pályafutása
A Crișana Oradea labdarúgója volt. 1938-ban tagja volt a franciaországi világbajnokságon részt vevő román válogatottnak, de a tornán nem lépett pályára és a válogatottban sem mutatkozott be soha.